# Pazderna (Vyškov)
Pazderna (dříve Pazderňa), někdejší osada Dědic, je dnes místní částí města Vyškova.[zdroj?] Název Pazderna označoval příbytek chudiny. Založení se datuje k roku 1765. Pazderna je enklávou uvnitř místní části Dědice po pravé straně při silnici procházející od centra Vyškova Dědicemi, po níž lze pokračovat směrem do Studnic nebo do Pustiměře.

## Historie
Pazderna byla založena na vyškovském panství a víceměřickém panství kolem roku 1760. Na mapě 1. vojenského mapování prováděného v 80. letech 18. století je vidět nepojmenovaný zárodek vsi. Stejně jako Hamiltony byla osadou městečka Dědic.
Název Pazderny se mírně vyvíjel, když k roku 1846 je doložen v podobě Pazderňa, Pazděrna. V roce 1850 to je už Pazderna (= Pazdierna), osada obce Dědice, v roce 1854 Pazděrna (= Pazdierna). V roce 1941 se stala osadou obce Vyškov. Po rozluce v roce 1945 část Dědic do roku 1949, kdy se opět stala osadou obce Vyškov.[zdroj?]
Na kraji Pazderny začínal náhon k Tomáškovu mlýnu (předtím Ličmanovu). Jez na Hané byl poškozen při povodni, která proběhla z 22. na 23. březen 1931. Náhon byl zasypán při regulaci Hané.

## Obyvatelstvo
Vývoj počtu obyvatel za celou obec i za její jednotlivé části uvádí tabulka níže, ve které se zobrazuje i příslušnost jednotlivých částí k obci či následné odtržení.
| část Pazderna (rok sloučení 1941-1949) | 1791 | 1834 | 1869 | 1880 | 1890 | 1900 | 1910 | 1921 | 1930 | 1950 | 1961 | 1970 | 1980 | 1991 | 2001 | 2011 | 2021 |
| -------------------------------------- | ---- | ---- | ---- | ---- | ---- | ---- | ---- | ---- | ---- | ---- | ---- | ---- | ---- | ---- | ---- | ---- | ---- |
| Počet obyvatel                         | 175  | 127  | 243  | 243  | 211  | 199  | 231  | 208  | 215  | 198  | 168  | 157  | 431  | 374  | 356  | 310  | 281  |
| Počet domů                             | 33   | 23   | 38   | 39   | 40   | 40   | 42   | 44   | 47   | 47   | -    | 46   | 115  | 132  | 115  | 144  | -    |

## Památky
- Na návsi stojí malá kaplička se zvoničkou
- Litinový kříž

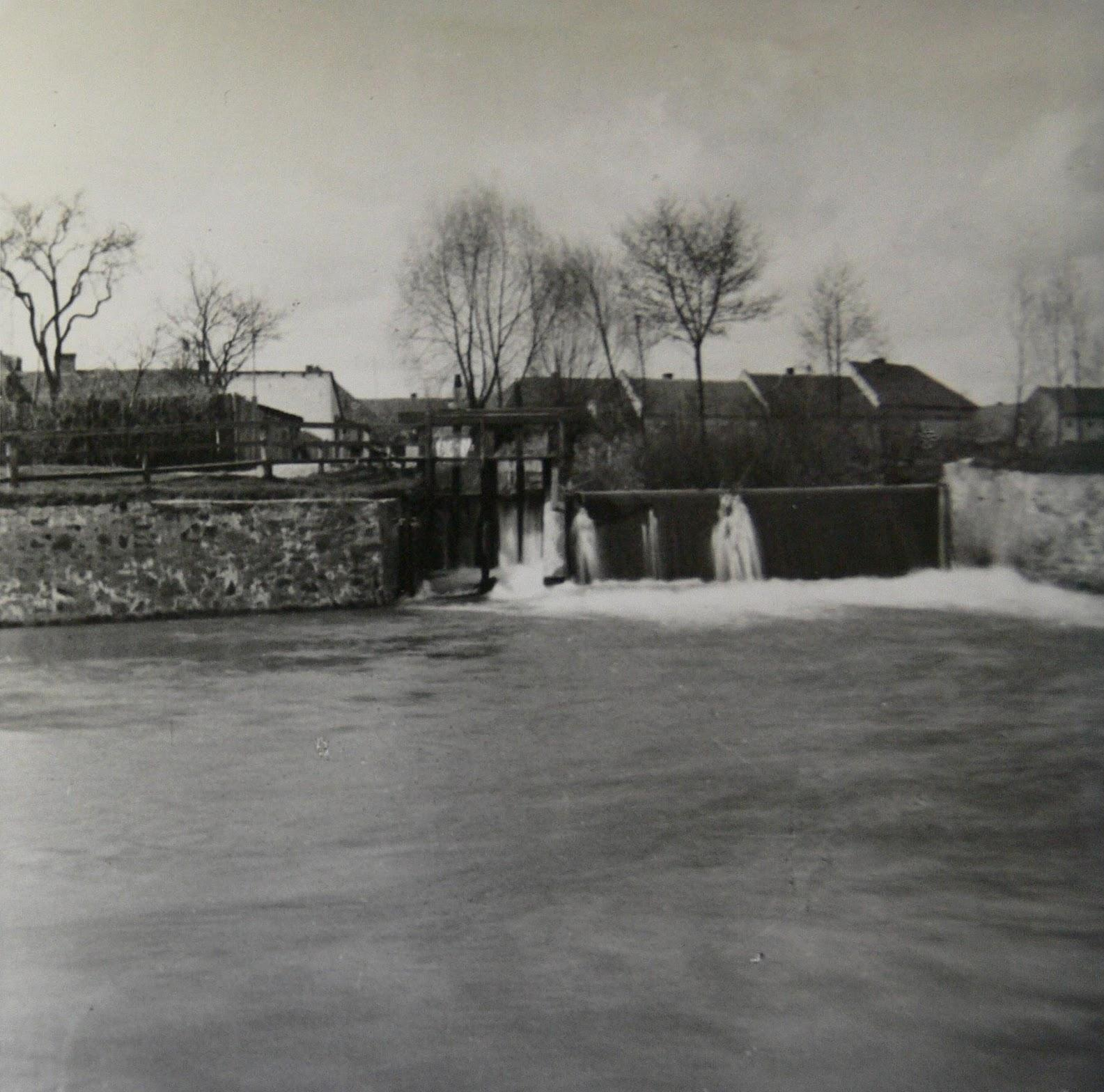
Jez mlýna paní Anežky Tomáškové na Pazderně (30. léta 20. století)
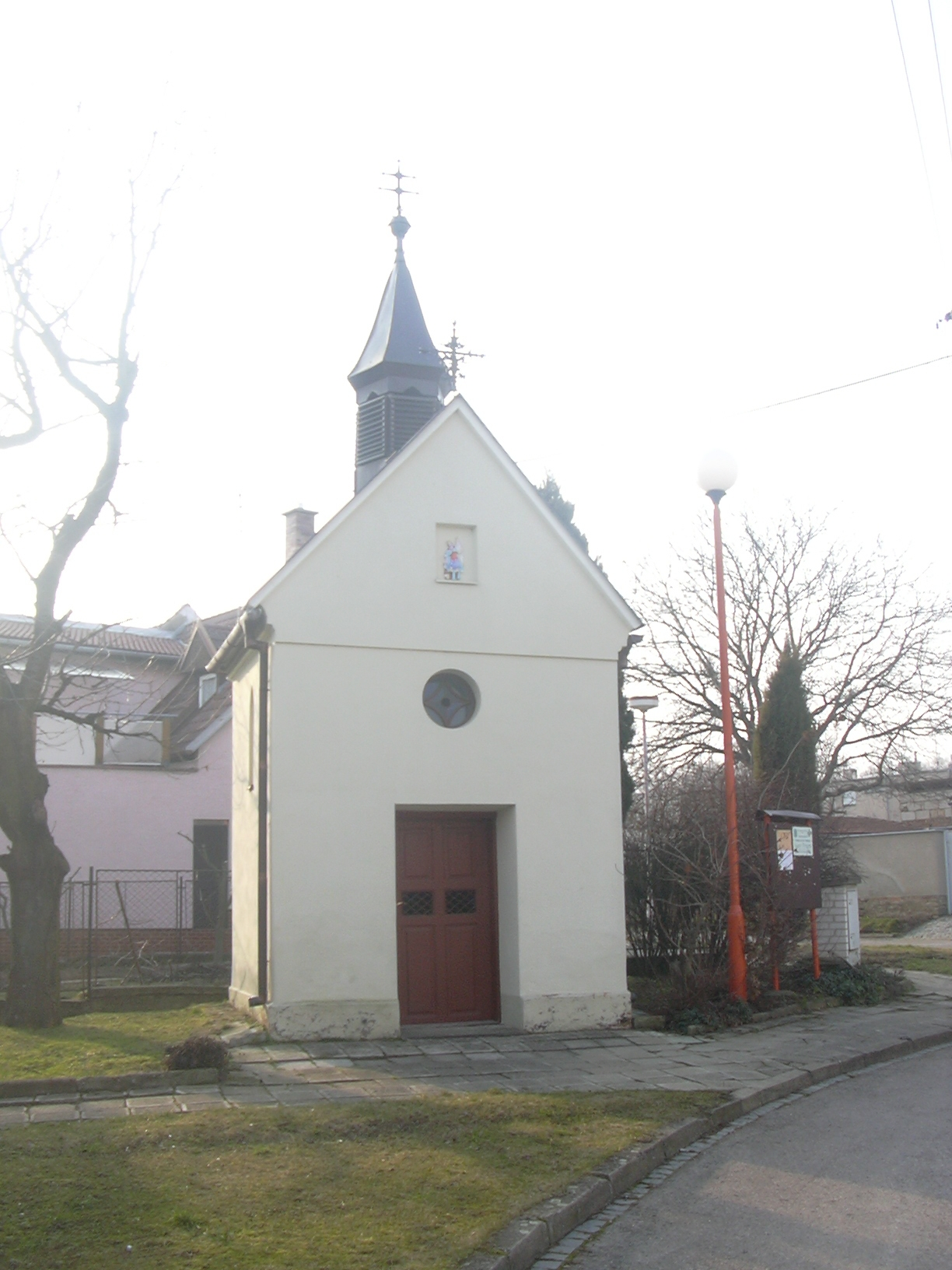
1. Kaplička se zvonicí
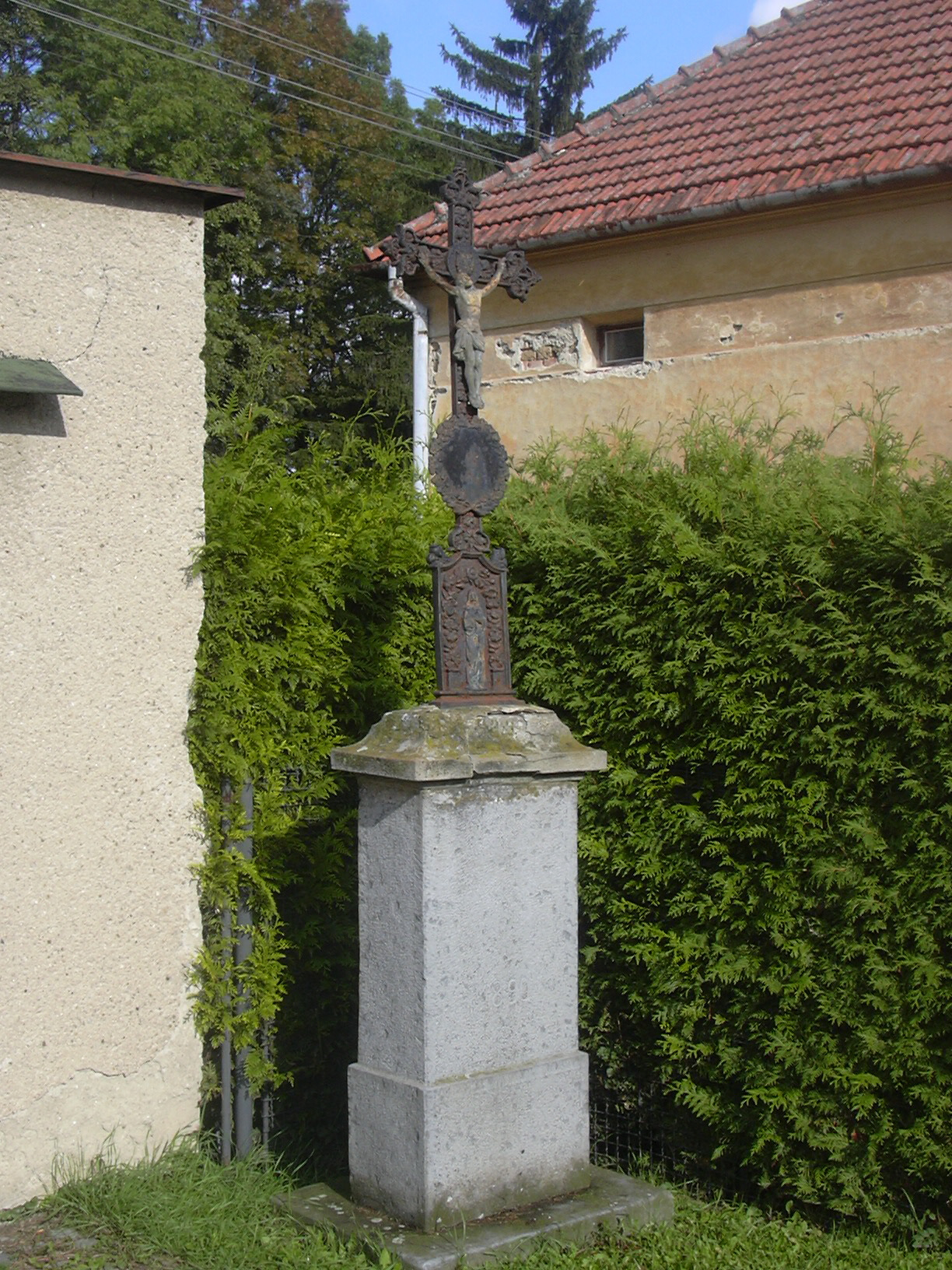
2. Litinový kříž